# Grb Občine Trebnje
Grb Občine Trebnje je upodobljen na ščitu poznogotskega stila sanitske oblike, ki ima kot osnovo modro podlago.
Modra barva predstavlja nebo, drevesa in potoke občine, zelena barva predstavlja polja, griče, vinograde občine, horizontalna črta in sredinsko polje pa tvorita črko T – Trebnje. Rumeni lev, ki leži na sredini pokončnega zelenega pasu označuje simbol moči nekdanje rimske vojaške postojanke, kar predstavlja status mesta Trebnje v zgodovini.